# Nindangou
Nindangou est une commune rurale située dans le département de Bogandé de la province de la Gnagna dans la région de l'Est au Burkina Faso.

## Géographie
Nindangou se trouve à 12 km au nord de Bogandé. La commune est traversée par la route nationale 18.

## Santé et éducation
Le centre de soins le plus proche de Nindangou est le centre médical et chirurgical de Bogandé.